# Lord Belhaven and Stenton

Wappen der Lords Belhaven and Stenton

Lord Belhaven and Stenton ist ein erblicher britischer Adelstitel in der Peerage of Scotland. Der Titel ist nach den Ortschaften Belhaven (heute Stadtteil von Dunbar) und Stenton in East Lothian benannt.

## Verleihung
Der Titel wurde am 15. Dezember 1647 für Sir John Hamilton, 2. Baronet, geschaffen. Er hatte bereits 1645 von seinem Vater den Titel Baronet, of Broomhill, geerbt, der diesem am 6. Januar 1635 in der Baronetage of Nova Scotia verliehen worden war.
Da der 1. Lord keine männlichen Nachkommen hatte, gab er sein Adelspatent 1675 an die Krone zurück und erhielt im Gegenzug ein neues Patent, hinsichtlich der Protokollarischen Rangordnung mit rückwirkender Geltung ab 1647, dass ihm den Lordtitel erneut verlieh, diesmal mit der besonderen Erbregelung, dass der Titel auch an seinen entfernten Verwandten John Hamilton of Pressmannan, den Ehemann seiner Enkelin Margaret, sowie dessen männliche Nachkommen vererbbar sei. Entsprechend fiel der Titel beim Tod des 1. Lords an John Hamilton of Pressmannan als 2. Lord. Die Baronetcy hingegen erlosch.
Dessen Nachfahre, der 8. Lord, wurde am 10. September 1831 in der Peerage of the United Kingdom zum Baron Hamilton of Wishaw, in the County of Lanark, erhoben. Mit dem Titel war damals ein Sitz im britischen House of Lords verbunden. Da der 8. Lord kinderlos blieb, erlosch dieser Titel bereits bei seinem Tod am 22. Dezember 1868. Der Lordtitel ruhte daraufhin zunächst, da unklar war wer der berechtigte Titelerbe sei. Am 2. August 1875 entschied das Committee for Privileges and Conduct des House of Lords diese Frage zugunsten von James Hamilton of Wishaw als 9. Lord.
Heutiger Titelinhaber ist Frederick Hamilton als 14. Lord.

## Liste der Lords Belhaven and Stenton (1647)
- John Hamilton, 1. Lord Belhaven and Stenton († 1679)
- John Hamilton, 2. Lord Belhaven and Stenton (1656–1708)
- John Hamilton, 3. Lord Belhaven and Stenton († 1721)
- John Hamilton, 4. Lord Belhaven and Stenton († 1764)
- James Hamilton, 5. Lord Belhaven and Stenton († 1777) (Titel ruht 1777)
- Robert Hamilton of Wishaw, de iure 6. Lord Belhaven and Stenton (1731–1784)
- William Hamilton, 7. Lord Belhaven and Stenton (1765–1814) (Titel bestätigt 1799)
- Robert Hamilton, 8. Lord Belhaven and Stenton (1793–1868) (Titel ruht 1868)
- James Hamilton, 9. Lord Belhaven and Stenton (1822–1893) (Titel bestätigt 1875)
- Alexander Hamilton, 10. Lord Belhaven and Stenton (1840–1920)
- Robert Hamilton-Udny, 11. Lord Belhaven and Stenton (1871–1950)
- Robert Hamilton, 12. Lord Belhaven and Stenton (1903–1961)
- Robert Hamilton, 13. Lord Belhaven and Stenton (1927–2020)
- Frederick Hamilton, 14. Lord Belhaven and Stenton (* 1953)

Voraussichtlicher Titelerbe (Heir apparent) ist der Sohn des aktuellen Titelinhabers William Richard Hamilton, Master of Belhaven (* 1982).